# Järnvägsolyckan i Lerum
Järnvägsolyckan i Lerum inträffade den 16 november 1987 i Lerums samhälle, några mil öster om Göteborg, på Västra stambanan. Två persontåg med omkring 250 passagerare frontalkolliderade då det ena hade kommit in på fel spår. Nio personer omkom.

## Olyckan

### Bakgrund
Banan är dubbelspårig. Strax öster om Lerums station finns ett övergångsspår mellan de bägge spåren. Den 16 november 1987 skedde ett arbete med växeln som leder från det västgående spåret – det vänstra mot Göteborg – till övergångsspåret. Av misstag förväxlades två ledare – plus och minus kopplades fel vilket fick till följd att fjärrtågklareraren i Göteborg såg växeln som lagd för körning rakt fram, medan den i verkligheten låg för körning in på övergångsspåret, det spår som för över tåget till högerspåret mot Göteborg.

### Förlopp
Eftersom signalarbetet var slutfört och tågklareraren uppfattade situationen som normal, gavs tillstånd för ett Intercity-tåg med lok och sju vagnar mot Göteborg att passera växeln i 110 km/h. Då växeln låg fel, krängde tåget kraftigt i den tvära kurvan vid övergångsspåret, och leddes in på motsatt spår. Samtidigt var ett motsvarande InterCity-tåg med lok och tre vagnar på väg från Göteborg mot Stockholm på väg in mot Lerums station från andra hållet i 100 km/h. Strax väster om stationen frontalkolliderade därför tågen. Enligt ett ögonvittne reste sig de båda loken på ända och föll sedan ner.

### Följder
Nio människor omkom: lokföraren och tre passagerare i efterföljande vagn i tåget mot Stockholm, samt lokföraren och fyra passagerare i efterföljande vagn i tåget mot Göteborg. De omkomna dog till synes av krocken och inte av branden som uppstod. Ett 120-tal personer skadades (113 enligt Räddningsverket och 129-130 enligt andra källor). Passagerarvittnen i det västgående tåget har berättat om att de som inte lyckades klamra sig fast vid något vid den kraftiga krängningen, bokstavligen flög framåt i luften i vagnen vid kollisionen.
Loken och några av de efterföljande vagnarna demolerades kraftigt, och vrakdelar spreds ut över hela Lerums stations bangård, liksom områdena runt omkring. Bara 15 sekunder efter kollisionen tog SOS-centralen emot det första nödsamtalet, då bland annat personal vid primärvårdskansliet bevittnade olyckan. Lokal polis var på plats efter några minuter som tillsammans med tillskyndande medpassagerare hjälpte passagerare ur tåget. Ett 100-tal brandmän från Lerum, Göteborg och Partille deltog i räddningsarbetet. Olycksplatsen beskrevs som ett brinnande och rykande inferno under minuterna efter kollisionen.
Uppröjningsarbetet blev omfattande. Till en början stängdes hela sträckan Göteborg-Alingsås av, och bussar ersatte både fjärrtågs- och pendeltågstrafiken. Efter ett par dagar lyckades man öppna ett spår, på vilken fjärrtåg och pendeltåg skulle samsas. Godstrafik leddes om via Öxnered-Herrljunga. De två loken Rc4 1300 och Rc4 1292 skrotades på plats.

## Övrigt
Kabeln som felkopplades, en ca en decimeter lång flerledarkabel, finns numera på Lerums gymnasium, ett stenkast från övergångsspårets läge.
En SJ-anställd som hade fått i uppdrag att göra en första utvärdering av de materiella skadorna av tågen på plats, beskrev i Lerums Tidning sitt första intryck av olycksplatsen med "Jag letar efter två lok, men jag hittar dem inte."
I lokförarutrymmet i det västgående tåget satt en tågmästare som medpassagerare och läste tidningen. När lokföraren skrek "Helvete, nu smäller det!", lyckades personen slita upp dörren och kasta sig ut. Tågen kolliderade när han precis hade hoppat och ännu befann sig i luften. Han klarade sig med endast en bruten fot.
Pendeltågspassagerare i Göteborg som var ovetande om olyckan, möttes till en början av anslag där man berättade att pendeltågstrafiken var inställd "p.g.a. ett smärre missöde". Formuleringen ändrades under kvällen.
Olyckan ledde till att det infördes skärpta säkerhetsregler för efterkontroll efter ingrepp i signalsystemet.